# Saltoniškės

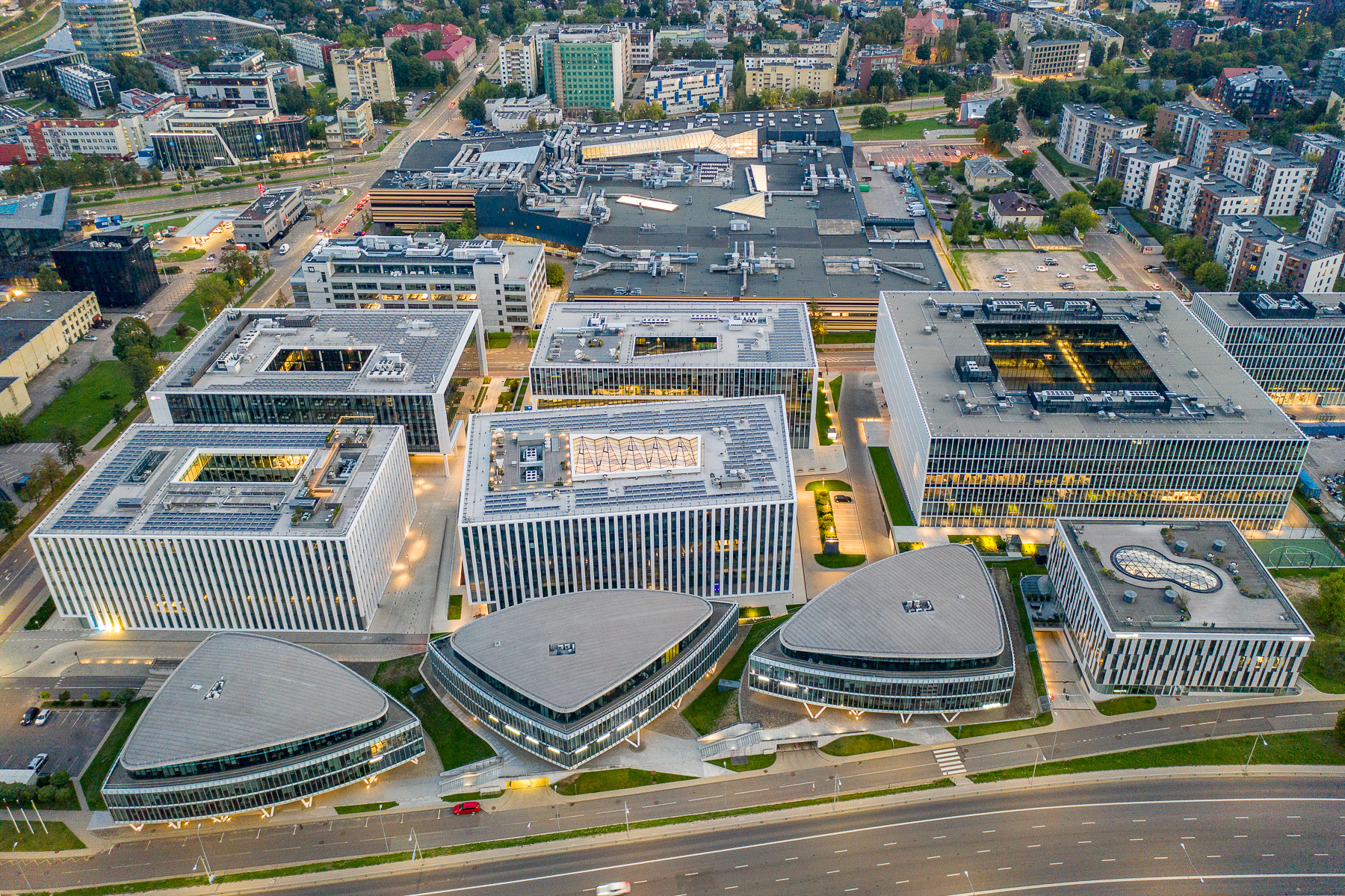
Luftbild

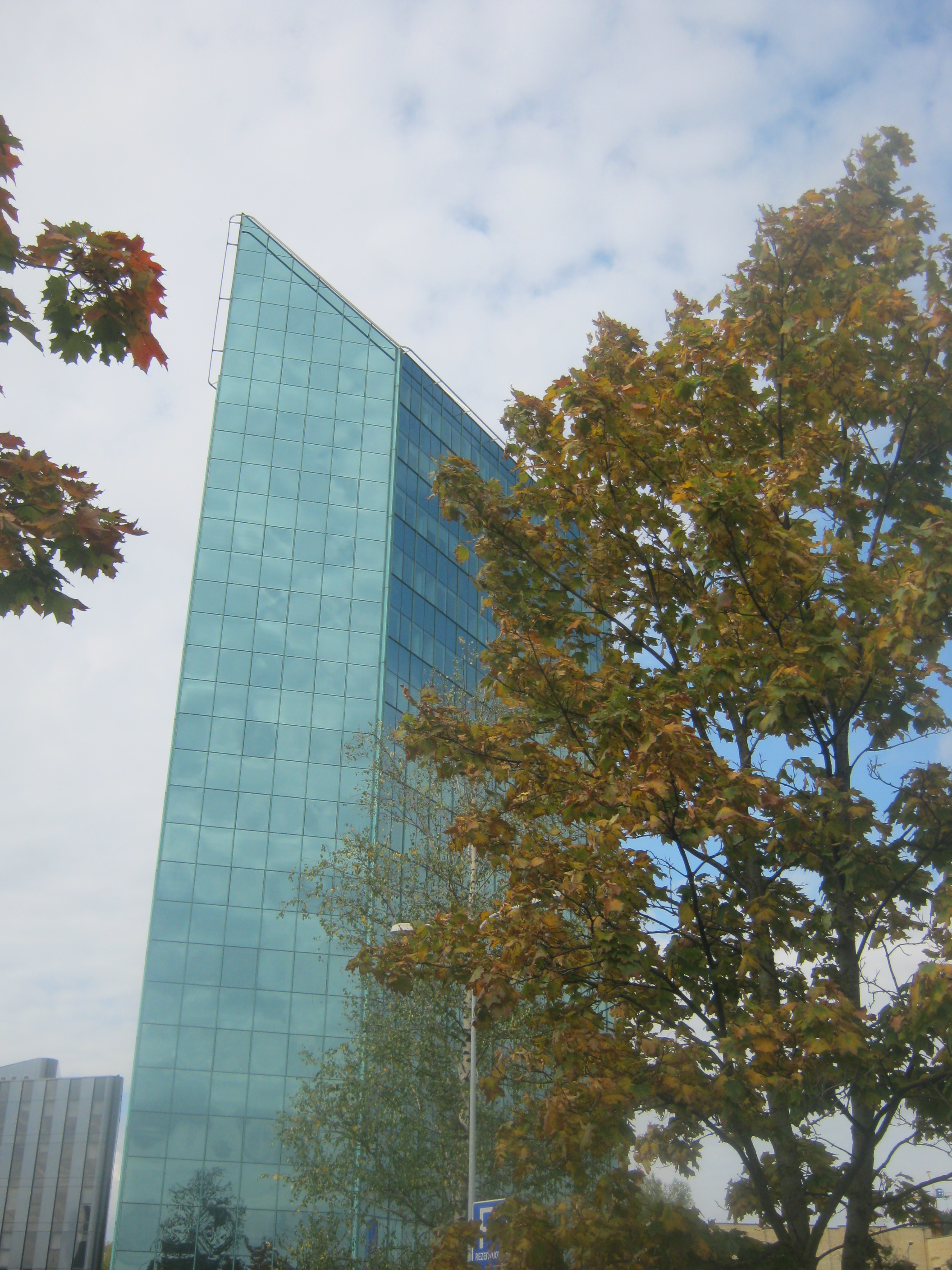
Hanner-Hochhaus

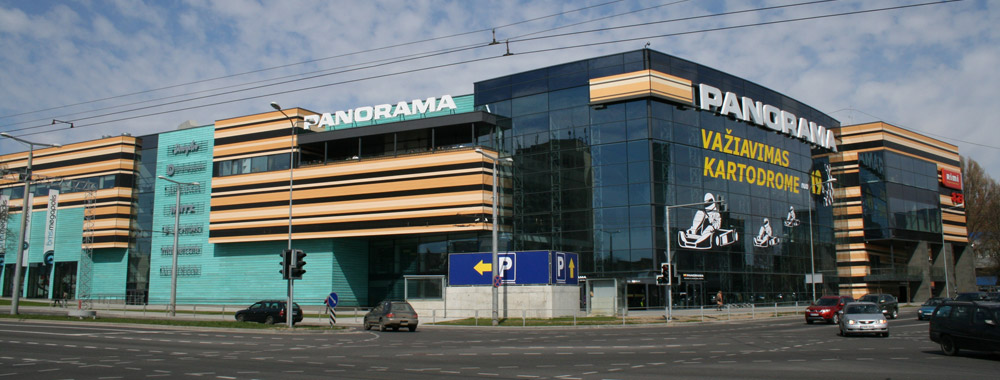
Handelszentrum „Panorama“

Saltoniškės ist ein Stadtteil der litauischen Hauptstadt Vilnius, zwischen Žvėrynas und Šnipiškės. Er gehört zum Amtsbezirk  Žvėrynas der Stadtgemeinde Vilnius. Am Ort fließt die Neris.
In Saltoniškės  gibt es den Friedhof Saltoniškės, die Litauische Universität für Bildungswissenschaften,  das Handelszentrum „Panorama“, das Bürogebäude  Hanner verslo centras. 2019 wird der Ort erweitert und die Infrastruktur rekonstruiert.